# Oscar Sternvall
Karl Gustaf Oskar Eugen Sternvall, född 12 november 1852 i Katarina församling i Stockholm, död 30 april 1928 i Lund, var en svensk skådespelare.

## Biografi
1 juli 1875 antogs Sternvall som elev vid Kungliga Teatern under Knut Almlöf och Anders Willman. 1878 anställdes Sternvall vid teatern, men fick bara mindre roller och 1881 gick han över till Stora Teatern, där han var anställd till 1890. 1885-1886 hade Sternvall tillsammans med skådespelaren Erik Skotte ett eget teatersällskap som spelade både på Stora Teatern, Mindre Teatern samt under vårmånaderna 1886 turnerade i de sydsvenska städerna. 1890 återkom han till Stockholm och Svenska Teatern 1890—1891, Djurgårdsteatern 1892, Södra Teatern 1892—1896, och därefter Vasateatern och sällskap i landsorten, tills han år 1911 lämnade scenen.
Förutom teater ägnade sig Sternvall åt botanik och ansågs av sin tid vara en av landets mer framstående botanister.
Oskar Sternvall var son till Karl XVs livjägare Peter Adolf Sternvall och Carolina Emilia Bergström.  Han gifte sig i Göteborg den 10 februari 1885 med skådespelerskan Anna Byström, men paret skilde sig 1905. De hade barnen Dagny Elisabet (född 1883) och Oscar Sigurd (född 1886). Dagny flyttade till Finland och Sigurd bodde under många år i Kina.

## Teater

### Roller
| År   | Roll                  | Produktion                         | Regi                | Teater                      |
| ---- | --------------------- | ---------------------------------- | ------------------- | --------------------------- |
| 1876 | En Lictor             | Cajus Gracchus Adolf von Wilbrandt |                     | Kungliga Dramatiska Teatern |
| 1885 | Grosshandlare Werle   | Vildanden Henrik Ibsen             | Konstantin Axelsson | Stora Teatern               |
| 1891 | Botvid, prior i Wreta | Bröllopet på Ulfåsa Frans Hedberg  | Harald Molander     | Svenska teatern, Stockholm  |
| 1892 | Pastor Mathiesen      | Ett silverbröllop Emma Gad         |                     | Djurgårdsteatern            |
| 1894 | Brassett              | Charleys tant Brandon Thomas       |                     | Södra Teatern               |
| 1900 | Kamrern vid badet     | När vi döda vakna Henrik Ibsen     |                     | Svenska teatern, Stockholm  |

### Fotnoter
1. ↑   Sveriges dödbok 1901–2009 Swedish death index 1901–2009 (Version 5.0). Solna: Sveriges Släktforskarförbund. 2010. Libris 11931231
2. ↑  Svanberg, sid. 108
3. ↑  Sveriges befolkning
1890:
Sternvall, Oskar
(1852)
4. ↑  ”Teater och musik”. Dagens Nyheter:  s. 2. 8 maj 1885. https://tidningar.kb.se/fzrwpn3r20ws2rf/part/1/page/2. Läst 18 maj 2024.
5. ↑  ”Teater och Musik”. Dagens Nyheter:  s. 3. 23 april 1891. http://arkivet.dn.se/arkivet/tidning/1891-04-23/8002/3. Läst 8 juni 2016.
6. ↑  ”Teater och Musik”. Dagens Nyheter:  s. 3. 4 juni 1892. http://tidningar.kb.se/8224221/1892-06-04/edition/0/part/1/page/2/?q=silfverbr%C3%B6llop%20djurg%C3%A5rdsteatern&sort=asc&freeonly=1&page=2. Läst 15 september 2015.
7. ↑  ”Teater och musik”. Dagens Nyheter:  s. 2. 20 januari 1894. http://arkivet.dn.se/arkivet/tidning/1894-01-20/8837a/2. Läst 23 augusti 2015.
8. ↑  ”Teaterannons”. Dagens Nyheter:  s. 3. 14 februari 1900. http://arkivet.dn.se/tidning/1900-02-14/10742a/3. Läst 25 februari 2017.